# Teonomia
Il termine teonomia (dal greco Theos, Dio, e Nomos, Legge, quindi "legge di Dio") è stato usato per descrivere diverse concezioni che considerano il Dio rivelato nella Bibbia come unica fonte possibile dell'etica. Utilizzando il termine in questo senso, il teologo protestante e apologeta Cornelius Van Til sostiene come non esista altra alternativa alla teonomia se non l'autonomia (cioè la facoltà o la pretesa dell'essere umano di stabilire esso stesso le regole del proprio comportamento).
La teonomia presuppone che Dio abbia rivelato oggettivamente nelle Sacre Scritture le regole universali alle quali le creature umane devono conformarsi per vivere secondo giustizia e come tale è stata elaborata soprattutto nell'ambito della tradizione calvinista.

## Diverse scuole di pensiero teonomico
Concezioni teonomiche sono state sviluppate, fra i teologi riformati, da Giovanni Calvino, i Riformatori europei, i teologi dell'Assemblea di Westminster ed altri puritani, come pure dai ricostruzionisti cristiani.
L'uso di questo termine, però, non è limitato all'ambito della teologia riformata. Il teologo Paul Tillich usa il termine "teonomia" per descrivere la propria prospettiva sull'etica, e questo in modo radicalmente diverso dagli autori riformati e dai ricostruzionisti.
Fra gli autori riformati da una parte e Paul Tillich dall'altra (sebbene questo non sia normalmente menzionato nei testi di teologia sistematica) si possono riscontrare diversi tipi di teonomia fra gli evangelicali ed i dispensazionalisti, come pure nel Cattolicesimo.
Dalla metà degli anni 1970, il termine teonomia purita è stato più spesso usato nei circoli protestanti in riferimento alla prospettiva etica dei Ricostruzionisti cristiani, prospettiva che afferma essere fedele riproposizione della concezione protestante storica della legge veterotestamentaria come esposta da molti riformatori europei e Puritani. Questo viene ora contestato negli ambienti riformati stessi.
Il resto di quest'articolo descrive la concezione della teonomia dei ricostruzionisti cristiani, quella alla quale più comunemente viene associato il termine teonomia.

## Origine della teonomia moderna
Il teologo Greg Bahnsen afferma che, quando aveva originalmente delineato la prospettiva etica del Ricostruzionismo cristiano nel suo libro Theonomy in Christian Ethics (La teonomia nell'etica cristiana) egli non avesse affatto pensato di generare l'etichetta per una distintiva scuola di pensiero o "movimento", cosa che, semmai, i suoi oppositori avevano fatto etichettandolo come "teonomista". Il titolo del libro era stato scelto per descrivere l'argomento del libro, cioè la collocazione o funzione della legge rivelata di Dio nella filosofia morale del cristiano oggi.
Il termine teonomia si rivelava particolarmente appropriato se lo si pone in contrasto con certe linee avversarie di pensiero che pure contengono la parola "nomos" nella loro designazione, come "autonomia", filosofia cosmonomica e antinomismo. Inoltre, lungi dall'essere un neologismo, esso era stato comunemente usato nella teologia morale in riferimento all'approccio all'etica che si sottomette alla divina rivelazione. Lo studioso calvinista di etica Willem Geesink scrive infatti nel suo libro sull'etica riformata: "La teonomia è la legislazione ispirata da Dio, fondata nella sua sovrana legge di creazione ... la peculiarità del Calvinismo è l'idea che Dio è Signore e Legislatore su tutti. Lo troviamo già in Calvino quando, descrivendo la vita cristiana, afferma che noi siamo proprietà di Dio, non padroni di noi stessi, e che la Sua volontà deve determinare tutto il nostro agire. Il principio della teonomia, quindi, è stato preservato in tutta la sua maggior purezza nella vecchia teologia protestante, più di quanto lo sia nel Cattolicesimo, in cui ha ricevuto da parte della Chiesa un carattere più eteronomo".
Nella terminologia del Ricostruzionismo cristiano, la teonomia è l'idea che, nella Bibbia, Dio fornisce la base dell'etica sia personale che sociale. in quel contesto, il termine è sempre usato in antitesi all'autonomia, che postula come base dell'etica sia l'io dell'essere umano. L'etica teonomista afferma che la Bibbia ci sia stata data come criterio di livello del governo umano - individuale, familiare, ecclesiastico, e civile. La legge biblica, inoltre deve essere incorporata nella teoria cristiana dell'etica biblica.
"L'etica teonomista, per dirla in breve, vuole affermare la sua fedeltà alla necessità, sufficienza ed unità delle Sacre Scritture. Per un'adeguata e genuina etica cristiana - essa afferma - dobbiamo avere la Parola di Dio, solo la Parola di Dio e tutto dalla Parola di Dio. quasi ogni critico dell'etica teonomista si troverà così a negare, in qualche modo, una o più di queste premesse".
I critici della teonomia la considerano come una forma significativa di "Teologia del dominio", che essi definiscono come un tipo di teocrazia. La teonomia afferma come la legge biblica sia applicabile alla legislazione civile ed i teonomisti propongono la legge biblica come il modello rispetto al quale devono essere misurate le leggi delle nazioni ed al quale esse devono conformarsi.

## Contesto teologico
L'etica teonomica dipende dalla teologia federale nella quale è fondata. L'ala calvinista della Riforma mostra un forte interesse nella legge biblica. Essa trova un significativo esempio in Gran Bretagna, dove la tradizione dell'applicazione di leggi bibliche risale al Medioevo. La teologia federale sostiene che vi siano due patti fondamentali fra Dio e la creatura umana. Il primo è il Patto d'opere, stipulato con Adamo, rappresentante federale dell'umanità. Da questo deriva che tutta l'umanità è tenuta a rispettarne i termini. L'altro patto è quello della grazia, stipulato con Cristo e la sua chiesa. Sin dal 1797, quando venne pubblicato, di John Brown, il suo "Compendious View of Natural and Revealed Religion", la legge biblica costituiva una delle maggiori suddivisioni della teologia sistematica. Brown le dedica 50 pagine. Una delle versioni della teonomia, quella di Greg Bahnsen, può essere considerata lo sviluppo di questo tipo di teologia dei due patti.
Un ulteriore contributo della Riforma alla teonomia bahnseniana, sorto specialmente in ambito scozzese e presbiteriano, è il Principio regolatore del culto. Esso sostiene come si debba rendere culto a Dio soltanto nel modo che egli ha comandato. Questi comandamenti possono essere trovati nella Bibbia e in quelli ancora vincolanti dell'Antico Testamento, eccetto laddove siano stati modificati dal comando diretti, esempio o implicazioni logiche del Nuovo Testamento. Questo stesso principio interpretativo è stato applicato non solo al culto, ma altresì all'etica, prima da Rushdoony e poi da Greg Bahnsen. Vi è quindi una legge veterotestamentaria che rimane in vigore e che trova nella legge di Mosè i dettagli più grandi. Essa - si sostiene - è ancora vincolante per noi oggi, se non dove sia stata modificata dai comandi del Nuovo Testamento, l'esempio degli Apostoli nel Nuovo Testamento e ciò che esso implica.

## Sviluppi
Un tipo più moderato di teonomia ricostruzionista è stato seguito da alcuni autori nell'Istituto per l'economia cristiana di Tyler (Texas), negli Stati Uniti d'America. Questi autori, soprattutto James B. Jordan, sostengono che la rivelazione mosaica è Torà, cioè insegnamento ed istruzione e non contiene un codice di leggi in quanto tale. L'istruzione biblica è ancora considerata importante per il tutto della vita, ma è compreso più come insegnamento che come legge immutabile.
Altri modelli di teonomia sono quelli di John Robbins, Gordon C. Clark, Carl F. H. Henry, Walther Kaiser Jr. e soprattutto Rousas John Rushdoony, che sviluppano specifiche risposte a problemi contemporanei d'ordine sociale, politico ed economico sulla base della loro comprensione della legge biblica.
Rushdoony scrive che "il dio di una determinata cultura può essere riconosciuto identificando le fonti delle proprie leggi. Se la fonte della legge è la Trinità ontologica della Rivelazione cristiana, allora la Trinità è il Dio di quella cultura. Se la fonte della legge è nel popolo, allora la voce del popolo è la voce di Dio (vox populi, vox dei), e quella voce trova espressione ed incarnazione o in un leader, un corpo legislativo, o una corte suprema, a seconda di dove trova ascendenza. Il punto più alto nei processi della legge è il dio di quel sistema".

## Obiettivi
I teonomisti sostengono l'applicabilità dei principi biblici a quattro sfere di governi - il governo di sé stessi, il governo della famiglia, il governo della chiesa e lo stato, o il governo civile.
Essi vogliono distinguersi dalla destra cristiana americana. Il movimento teonomista apira non solo a far acquisire democraticamente posti di responsabilità politica a cristiani professanti, ma ad operare per la rigenerazione di individui e famiglie a livello locale, come pure a riformare le chiese insegnando la dottrina corretta soprattutto nell'ambito della legge biblica.
Di particolare rilevanza è il sostegno dato dal movimento teonomista alle scuole domestiche e private in contrapposizione all'influenza ideologica secolarizzata delle scuole pubbliche, nell'esigenza di formare la gioventù nell'ambito di una concezione biblica della realtà.
La teonomia non si propone il dominio della chiesa o di una particolare denominazione religiosa sullo stato. Chiesa e stato, infatti, sono due sfere diverse da tenere distinte, che devono, però, sottomettersi entrambe a Dio nella misura in cui sono governate da credenti impegnati a conformare sé stessi e la realtà all'autorità di Dio e delle sue leggi bibliche. Si può pertanto parlare di teocrazia, ma non di ecclesiocrazia.
La teonomia non vuole ritornare alla legge dell'Antico Testamento, ma alla legge vista nell'ottica del Nuovo Testamento, che non considera più vincolanti certi aspetti della legge mosaica come cerimonie religiose, feste e leggi sulla dieta. Il movimento teonomista afferma che tutta la Scrittura debba essere base delle leggi, e non solo l'Antico Testamento.
Il movimento teonomista sostiene che vi sono due soli modi di sanzioni penali che lo stato debba applicare: l'esecuzione capitale per gravi crimini e il risarcimento/restituzione, non semplicemente il carcere. La pena di morte è quindi considerata legittima ed auspicabile in quanto, secondo il Nuovo testamento "...il magistrato è un ministro di Dio per il tuo bene; ma se fai il male, temi, perché egli non porta la spada invano; infatti è un ministro di Dio per infliggere una giusta punizione a chi fa il male. Perciò è necessario stare sottomessi, non soltanto per timore della punizione, ma anche per motivo di coscienza" (Romani 13:4-5).
Autori aderenti al movimento teonomista hanno recentemente scritto in favore dello "sviluppo universale di repubbliche teocratiche", l'esclusione dei non cristiani dal diritto di cittadinanza e di voto, l'applicazione da parte dello stato della legge biblica. Nell'ambito di tale sistema di legge biblica, potrebbero essere punibili con la morte gli atti omosessuali, così pure come l'adulterio, la stregoneria e la bestemmia,, la propagazione dell'idolatria o delle "false religioni" sarebbe da considerarsi illegale, fermo restando che già nell'Antico Testamento per i peccati degni di morte diversi dall'omicidio volontario, era prevista la possibilità della commutazione della pena capitale in un risarcimento alla parte danneggiata o in mancanza di questa, alla comunità.